# Luís de Sousa (cardeal)
Luís de Sousa (Porto, 6 de Outubro de 1630 – Lisboa, 4 de Janeiro de 1701), foi o décimo nono Arcebispo de Lisboa. Figura maior da segunda metade do século XVII em Portugal, Dom Luís de Sousa foi capelão-mor do rei D. Pedro II de Portugal e membro do Conselho de Estado. Foi elevado ao cardinalato em 1697 pelo Papa Inocêncio XII.

## Juventude

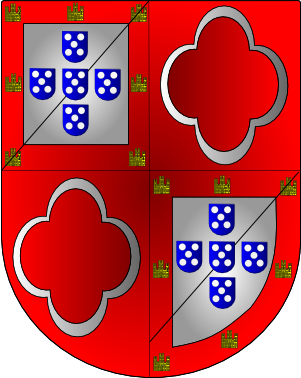
Brasão da Família de Sousa

D. Luís pertencia à ilustre família dos de Sousa, uma das mais antigas de Portugal, descendentes de D. Afonso Dinis, filho ilegítimo do rei D. Afonso III de Portugal. Foi o quarto e último filho de D. Diogo Lopes de Sousa (c. 1595 – 27 de Dezembro de 1640), 2.º Conde de Miranda do Corvo, filho de Henrique de Sousa Tavares e de sua mulher Mécia de Vilhena, e de sua mulher Leonor de Mendonça (c. 1600 – 24 de Agosto de 1656), filha de João Rodrigues de Sá, 1.º Conde de Penaguião, e de sua mulher Isabel de Mendonça. Seus irmãos foram Isabel (1624), Henrique, 1.º Marquês de Arronches, e Mecia, casada com Manuel Luís Baltazar da Câmara, 1.º Conde da Ribeira Grande. D. Luís de Sousa nasceu na cidade do Porto, a 6 de Outubro de 1630. O seu pai era o Governador da Relação e Casa do Porto, cargo hereditário concedido à família em 1582 pelo rei D. Filipe I de Portugal. Em 1633, Diogo de Sousa foi nomeado presidente do Conselho da Fazenda  por D. Filipe III de Portugal, pelo que em 1637 Diogo de Sousa mudou-se com a família para Madrid. O jovem Luís entrou ao serviço da rainha Isabel de Bourbon. Apesar da Restauração da Independência em 1640, a família apenas obteve permissão para regressar a Portugal em 1646.

## Estudos religiosos
Em Lisboa, foi admitido ao serviço de D. Teodósio, filho primogénito de D. João IV, começando a estudar no Colégio de Santo Antão. A 8 de Fevereiro de 1651 partiu para Roma onde viria a doutorar-se em Direito Canónico, passando ao serviço da Curia Romana. Apesar de não haver nenhuma informação sobre a sua ordenação sacerdotal, deverá ter ocorrido entre 1651–1652, ainda em Lisboa ou depois da sua chegada a Roma.

## Vida religiosa

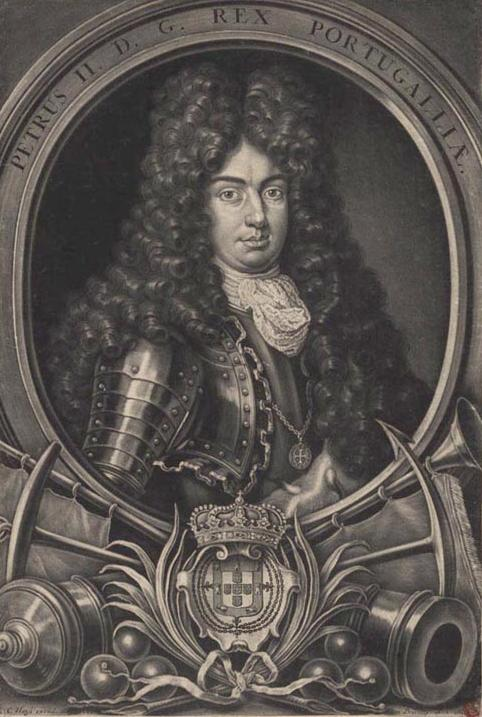
D.Pedro II, protector de Dom Luís de Sousa. Gravura de Elias Christoph Heiss (1660-1731).

Em 1655 Alexandre VII nomeou Dom Luís de Sousa Deão do Cabido da Sé Catedral do Porto. No regresso à sua cidade natal, passou diversos meses em viagem por Veneza, Flandres, Holanda e França, chegando a Portugal a 26 de Setembro de 1656.
Em 1658 seria eleito governador da Diocese e em 1669, por encontrar-se seu irmão Henrique, 1.º Marquês de Arronches como embaixador na Holanda, foi nomeado Governador das Armas e Governador da Relação e Casa do Porto pelo então regente infante D.Pedro.
Nesse mesmo ano, foi-lhe concedido o cargo de Esmoler-mor do Reino, Capelão-mor da Capela Real e Cónego do Cabido da Sé Catedral de Lisboa.
A 19 de Janeiro de 1671 Clemente X elegeu-o Bispo-titular de Hippo Diarrhytus, sendo consagrado a 14 de Junho do mesmo ano, na Capela Real do Paço da Ribeira, por Álvaro de São Boaventura, Bispo da Guarda, assistido por Cristóvão da Silveira, Arcebispo de Goa e por Estevão dos Santos, Bispo de São Salvador da Bahia. Em 1674 foi nomeado Provedor da Santa Casa da Misericórdia de Lisboa, cargo que viria a ocupar uma segunda vez, em 1683.
A 17 de Setembro de 1675, o regente infante D.Pedro solicitou ao Papa Clemente X a nomeação de Dom Luís de Sousa como Arcebispo de Lisboa. A 2 de Dezembro Clemente X acedeu ao pedido conferindo-lhe o Pálio.
A sua nomeação como membro do Conselho de Estado, a 30 de Agosto de 1679, viria a tornar Dom Luís de Sousa numa das pessoas mais influentes nos assuntos políticos portugueses dos finais do século XVII.
Enquanto Arcebispo de Lisboa o seu legado mais importante foi o da instituição do Lausperene, por Bula de Inocêncio XI, em 1682. O privilégio da exposição permanente do Santíssimo Sacramento nas igrejas de Lisboa, tal como se fazia em Roma, foi sendo renovado até 1784, quando Pio VI concedeu o privilégio perpétuo ao Patriarcado de Lisboa, prática que se manteve até aos nossos dias.

## Cardeal
No Consistório de 22 de Julho de 1697, por um Breve apostólico de 31 de Julho, Dom Luís de Sousa foi criado Cardeal-presbítero, pelo Papa Inocêncio XIII. Querendo permanecer como Capelão-mor da Capela Real e Arcebispo de Lisboa, acabou por não viajar para Roma, a fim de receber o título e o Galero. Dom Luís de Sousa viria a morrer a 3 de Janeiro de 1702, tendo sido enterrado na Capela de Nossa Senhora da Piedade, no Claustro da Sé Catedral de Lisboa.

## Filho ilegítimo e descendência
Dom Luís de Sousa teve um filho ilegítimo, Leonardo de Sousa, em data por determinar. Casado com Francisca Micaela de Lemos, tiveram uma filha, Clara Antónia de Sousa. Do seu casamento com Manuel Ramires Esquível, Fidalgo da Casa Real, houve numerosa descendência.